# 서글픈 사랑의 시작
"서글픈 사랑의 시작"은 1992년에 개봉한 대한민국의 영화이다.

## 캐스팅
- 유명진 : 윤다혜 역
- 최동준 : 강진호 역
- 최완진 : 최민호 역
- 선우용여 : 홍 여사 역
- 김종구 : 김 비서 역
- 박영로 : 최 기자 역
- 정영국 : 최 박사 역
- 강희 : 아산댁 역
- 김옥경 : 정유미 역 (특별출연)